# Oh Hyeon-jeong
Oh Hyeon-jeong (kor.: 오현정; * 10. März 1988) ist eine südkoreanische Fußballschiedsrichterin.

## Werdegang
Seit 2015 steht Oh Hyeon-jeong auf der Liste der FIFA-Schiedsrichter und leitet internationale Fußballspiele.
Sie pfiff Halbfinal- und Finalspiele in der WK-League 2017 und der WK League 2020.
Oh Hyeon-jeong wurde bislang bei zwei Asienmeisterschaften eingesetzt. Bei der Asienmeisterschaft 2018 in Jordanien leitete sie ein Gruppenspiel. Bei der Asienmeisterschaft 2022 in Indien leitete sie das Viertelfinale zwischen China und Vietnam (3:1).
Zudem wurde sie als Schiedsrichterin für die U-17-Weltmeisterschaft 2022 in Indien nominiert.
Im Januar 2023 wurde Oh Hyeon-jeong für die Weltmeisterschaft 2023 in Australien und Neuseeland nominiert.
Im darauffolgenden Jahr wurde sie bei der U-20-Weltmeisterschaft 2024 in Kolumbien als Schiedsrichterin eingesetzt.

## Einsätze bei Turnieren

### Fußball-Asienmeisterschaft 2018
| Phase        | Datum         | Spielort | Heimmannschaft | Gastmannschaft | Ergebnis  |
| ------------ | ------------- | -------- | -------------- | -------------- | --------- |
| Gruppenphase | 12. Apr. 2018 | Amman    | Thailand       | Philippinen    | 3:1 (1:0) |

### Fußball-Asienmeisterschaft 2022
| Phase         | Datum         | Spielort    | Heimmannschaft | Gastmannschaft | Ergebnis  |
| ------------- | ------------- | ----------- | -------------- | -------------- | --------- |
| Gruppenphase  | 23. Jan. 2022 | Navi Mumbai | Taiwan         | Indien         | abgesagt  |
| Viertelfinale | 30. Jan. 2022 | Navi Mumbai | China          | Vietnam        | 3:1 (1:1) |

### Fußball-Weltmeisterschaft 2023
| Phase        | Datum         | Spielort | Heimmannschaft | Gastmannschaft | Ergebnis  |
| ------------ | ------------- | -------- | -------------- | -------------- | --------- |
| Gruppenphase | 26. Juli 2023 | Auckland | Spanien        | Sambia         | 5:0 (2:0) |
| Gruppenphase | 1. Aug. 2023  | Perth    | Haiti          | Dänemark       | 0:2 (0:1) |